# Sakaemachi (metropolitana di Sapporo)
Sakaemachi (栄町駅?, Sakaemachi-eki) (H02) è una stazione della metropolitana di Sapporo situata nel quartiere di Higashi-ku, a Sapporo, Giappone, servita dalla linea Tōhō della quale è il capolinea nord. Da questa stazione è possibile proseguire verso l'aeroporto di Sapporo Okadama tramite un bus.

## Struttura
La stazione è dotata di un marciapiede a isola con due binari passanti. Al termine dei binari, sotterranei, essendo questa la stazione capolinea, è presente un tronchino di inversione.
| 1 | Linea Tōhō | per Sapporo, Ōdōri e Fukuzumi |
| 2 | Linea Tōhō | per Sapporo, Ōdōri e Fukuzumi |

## Stazioni adiacenti
| «          | Servizio   | »              |
| Linea Tōhō | Linea Tōhō | Linea Tōhō     |
| ---------- | ---------- | -------------- |
| Capolinea  | -          | Shindō-Higashi |